# زاهر رحيم
زاهر رحيم (بالإنجليزية: Zahir Raheem)‏ (مواليد 7 نوفمبر 1976) هو ملاكم أمريكي، مثّل بلاده في الألعاب الأولمبية الصيفية 1996.

## روابط خارجية
زاهر رحيم على موقع بوكس ريك (الإنجليزية) (registration required)
- زاهر رحيم على موقع أوليمبيديا (الإنجليزية)